# Veintiocho de Julio
Veintiocho de Julio, llamada coloquialmente veintiocho, es una localidad del departamento Gaiman, provincia del Chubut, Argentina, ubicada al oeste del valle inferior del río Chubut, en la zona rural de Tir Halen (Tierra Salada), nombre que recibe la localidad en idioma galés.

## Características
Se halla cerca de la zona rural de Maesteg e incluye en el área, varios elementos de la colonización galesa en Argentina, como capillas, cementerios, la Turbina Crocket, entre otros. Además, aquí se encuentra una escuela rural existente desde las primeras décadas del siglo XX.
Se comunica con Dolavon hacia el este, al norte, cruzando un puente sobre el río Chubut con la ruta nacional RN 25 y a través de la RP 7, al sur con la barda y al oeste con la zona de Boca Toma.
Su actividad se concentra principalmente en el sector agrícola ganadero. También cuenta con un pequeño parque industrial donde están radicadas tres empresas, que dan trabajo a la mayoría de los habitantes. Actualmente, una empresa quiere instalarse para producir arena petrolera.

## Población
Contó con 797 habitantes (Indec, 2010), lo que representó un incremento del 117% frente a los 110 habitantes (Indec, 2001) del censo anterior. La población se compuso de 427 varones y 370 mujeres, lo que arrojó un índice de masculinidad del 110.41%. En tanto, las viviendas pasaron a ser 280.
Tras el censo de 2022 se conoció una caída en el crecimiento sostenido de la localidad con 579 habitantes y unas 254 viviendas.
| Gráfica de evolución demográfica de Veintiocho de Julio entre 1991 y 2022 |
|                                                                           |
| Fuente: Censos nacionales del INDEC                                       |

## Galería

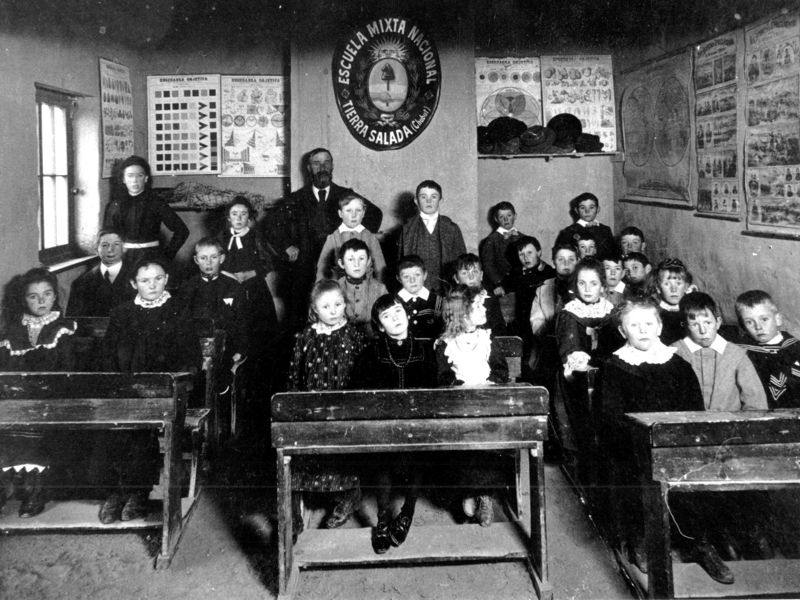
Escuela Mixta Nacional de Tierra Salada en 1910
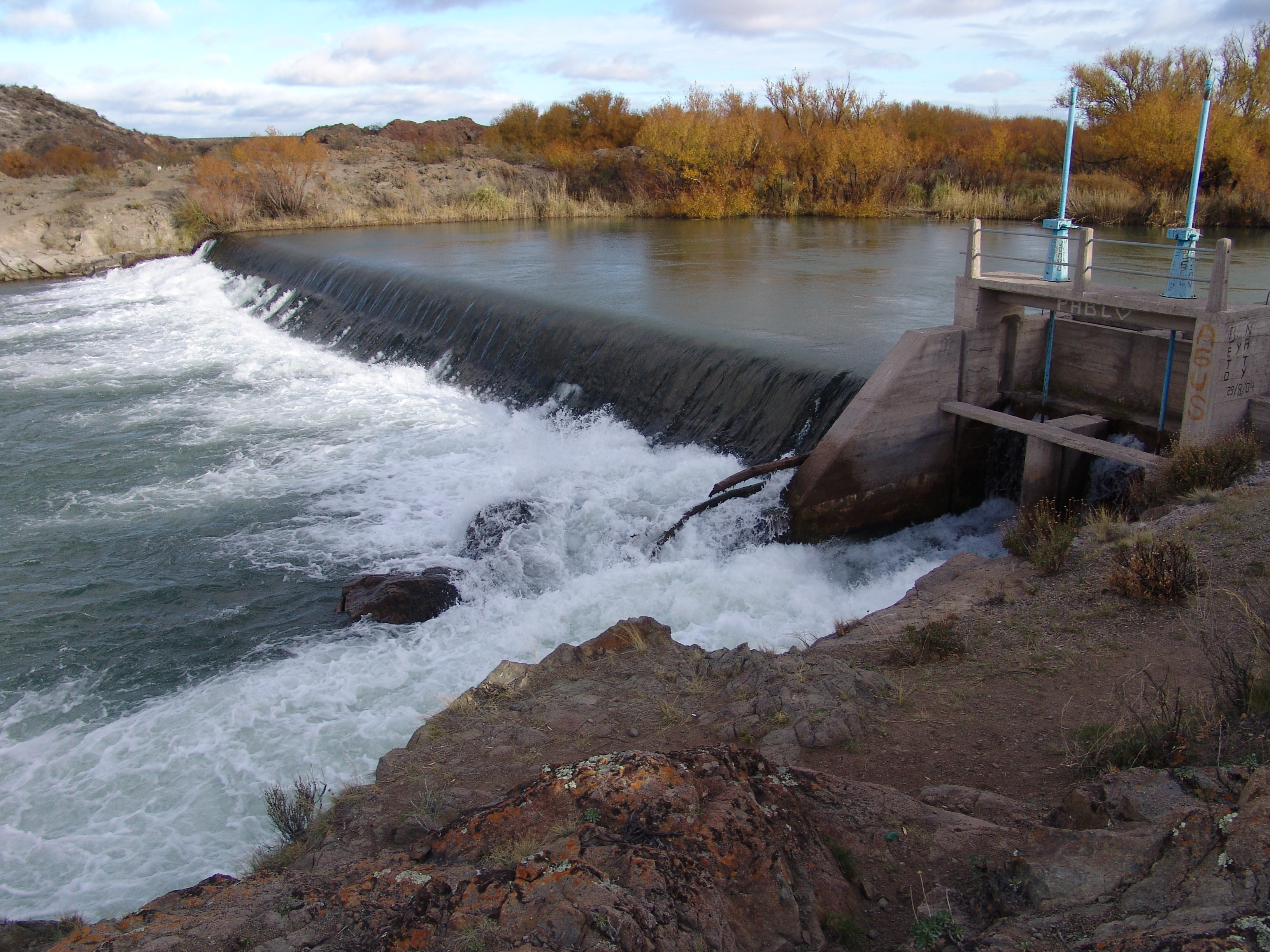
Boca Toma